# Эвбул (банкир)
Эвбул (др.-греч. Εὔβουλος; IV век до н. э.) — банкир из Вифинии, правитель Ассоса и Атарнея.

## Биография
В 70—60 годах IV века до н. э. многие правители западных областей державы Ахеменидов пытались обрести независимость от центрального правительства в ходе великого мятежа сатрапов. К восставшим присоединился и Эвбул, властвовавший в древнегреческих малоазийских городах Ассос и Атарней.
По повелению Артаксеркса II против Эвбула было направлено войско под предводительством Автофрадата, сатрапа Лидии и Ионии. Но Эвбул сумел успешно отразить это нападение. При этом поступил, согласно свидетельству Аристотеля, как истинный финансист: предложил персидскому военачальнику «поразмыслить, в течение какого времени он сможет взять это укрепление, и в соответствии с этим рассчитать связанные с осадой расходы и согласиться покинуть Атарней за меньшую сумму». После раздумий Автофрадат принял решение отказаться от осады города.
Рабом Эвбула был Гермий, получивший впоследствии от своего хозяина свободу и унаследовавший его власть. Диоген Лаэртский со ссылкой на Деметрия Магнесийского передает, что Эвбул был убит Гермием.